# Frieseomelitta longipes
Frieseomelitta longipes, popularmente conhecida como mocinha-preta, marmelada, abelha-mirim ou abelha-sem-ferrão, é uma espécie de abelha da subfamília dos apíneos (Apinae), endêmica do Brasil. É considerada uma espécie relevante para a meliponicultura brasileira.

## Nome
O nome popular abelha-sem-ferrão, que se comporta como sinônimo de abelha-da-terra, é uma comum de algumas espécies de apíneos.

## Taxonomia
Frieseomelitta longipes foi descrita sob pela primeira vez por Frederick Smith em 1954 como Trigona longipes. A localidade-tipo fornecida é o estado do Pará, no Brasil. Seu holótipo é BMNH 17B 1073. Já foi reconhecida como sinônimo sênior de Frieseomelitta trichocerata.

## Descrição
Abelhas do gênero Frieseomelitta são tipicamente pequenas, medindo até sete milímetros de comprimento (F. longipes mede cinco milímetros, com as guardas um pouco maiores que as forrageiras), e podem ser reconhecidas por um conjunto de características morfológicas distintas. Apresentam marcas amarelas na face (F. longipes é mais escuras em algumas partes do corpo, especialmente na face), especialmente na área paraocular e nas genas, margeando os olhos compostos. A margem posterior do vértex não é elevada, e o ângulo distal superior da metatíbia da operária é amplamente arredondado (operárias de F. longipes medem seis milímetros). A metatíbia, espatulada, em forma de raquete ou claviforme, é aumentada e inflada, com uma pequena depressão corbicular restrita ao terço apical e com cerdas plumosas na borda retromarginal. Os adultos emergem com a cabeça e o mesossoma escuros, enquanto o metassoma permanece esbranquiçado por mais de uma semana. Outra característica marcante é a ponta da asa com coloração branca leitosa na maioria das espécies. O palpo labial possui numerosas cerdas alongadas e sinuosas; nos dois primeiros palpômeros, essas cerdas são tão longas quanto o primeiro palpômero e mais longas que o segundo, geralmente superando em mais de duas vezes a largura do palpo.

## Distribuição
Frieseomelitta longipes ocorre em Guiana e no Brasil, nos estados do Amazonas, Maranhão, Mato Grosso, Pará, Roraima e Tocantins, nos biomas da Amazônia e Cerrado. Em termos hidrográficos, está presente nas sub-bacias do Araguaia, do Itapecuru, do Negro, do Paraguaia 03, do Paru, do Purus, do Baixo Tocantins e do Trombetas.

## Ecologia
Frieseomelitta longipes constroi os ninhos em cavidades de árvores vivas ou mortas (secas). As células de cria são verticalmente alongadas e conectadas entre si por delicadas ligações de cerume, formando cachos. A entrada do ninho, construída com pequenas bolas de resina de coloração e transparência variáveis, apresenta formato cônico, lembrando um pequeno vulcão feito de açúcar cristal. Cada colônia é composta por uma rainha e uma média de 2 600 operárias, podendo variar entre mil e 4 400 indivíduos. É potencial polinizadora do cupuaçu (heobroma grandiflorum) e do camu-camu (Myrciaria dubia).

## Conservação
Em 2018, Frieseomelitta longipes foi classificada como pouco preocupante (LC) no Livro Vermelho da Fauna Brasileira Ameaçada de Extinção do Instituto Chico Mendes de Conservação da Biodiversidade (ICMBio). As espécies do gênero Frieseomelitta não são muito adaptadas a ambientes antropizados e/ou altamente urbanizados. A área de distribuição de F. longipes sofre processo de conversão de áreas naturais em pastagens e monoculturas, mas por sua ampla extensão de ocorrência e pela presenta de grandes remanescentes de vegetação nacional, não há ameaças que impactem sua existência. Está presente em algumas áreas de conservação: a Floresta Nacional de Carajás (Flona Carajás), Parque Nacional dos Campos Ferruginosos (PARNA dos Campos Ferruginosos), a Área de Proteção Ambiental da Margem Direita do Rio Negro - Setor Paduari-Solimões (APA Margem Direita do Rio Negro - Setor Paduari-Solimões), o Parque Estadual Rio Negro - Setor Norte (PE Rio Negro - Setor Norte) e a Terra Indígena Zoé (TI Zoé).

### Produção de própolis
A Frieseomelitta longipes é conhecida por produzir um tipo de própolis rico em compostos antimicrobianos e antioxidantes. Testes realizados em amostras de três colônias diferentes (FL-1, FL-2 e FL-3) indicaram variações nas abundâncias relativas de óleos essenciais na própolis: FL-1 apresentou 0,07%, enquanto FL-2 e FL-3 mostraram valores significativamente maiores, de 0,47% e 0,78%, respectivamente. Cerca de 40 compostos foram identificados nesses óleos essenciais, abrangendo mono e sesquiterpenos. Seis monoterpenos foram detectados, com destaque para o (Z)-ocimeno, que atingiu 7,43% na amostra FL-2. A concentração total de monoterpenos foi mais baixa em FL-1 (1,40%) e mais elevada em FL-2 e FL-3 (14,58% e 10,74%, respectivamente). Cipereno e γ-gurjuneno não foram detectados. Entre os sesquiterpenos, destacaram-se α-copaeno (3,87–5,99%), α-humuleno (4,38–6,16%), germacreno D (2,98–6,95%), δ-cadineno (6,95–7,45%) e γ-cadineno (3,38–5,46%). Embora ainda não haja dados disponíveis na literatura sobre a atividade antimicrobiana da própolis de F. longipes, a amostra FL-3 demonstrou atividade contra Bacillus cereus.